# Лондон Ривер
«Лондон Ривер» (англ. London River) — британо-французская драма 2009 года режиссёра Рашида Бушареба.

## Сюжет
В июле 2005 года британская протестантка вдова погибшего в Фолклендской войне Элизабет Соммерс знакомится с франкоязычным африканским мусульманином Усманом в Лондоне. Она ищет дочь, а он — сына после лондонских взрывов. Они опасаются, что их дети погибли во время тех. Позднее Элизабет и Усман обнаруживают, что их дети были парой и жили вместе в квартире в Лондоне. Пара планировала поехать во Францию, но была убита Хасибом Хусейном, когда автобус, в котором они ехали, взорвался на Тависток-сквер.
Фильм был снят в Великобритании и Франции. Лондонские локации включают Харрингей и Финсбери-парк, в частности Блэксток-роуд.

## В ролях
- Бренда Блетин — Элизабет
- Сотигуи Куяте ― Усман
- Рошди Зем ― Лендлорд
- Фрэнсис Мэджи — инспектор
- Сами Буажила — Имам

## Критика
Премьера фильма состоялась на 59-м Берлинском международном кинофестивале 10 февраля 2009 года .
Фильм получил смешанные отзывы. Дерек Малкольм из Evening Standard оценил фильм на четыре звезды из пяти, заявив: Портрет Лондона, сделанный Бушаребом после террористических атак, поразительно точен. Кен Лоуч не смог бы снять лучше. Этот фильм не должен пропустить ни один лондонец: гуманный, потрясающе сыгранный, будет вопиющей несправедливостью, если он не получит приз берлинского жюри.
Посмотрев берлинскую премьеру, Джей Вайсберг из Variety заявил, что фильм трубит о политкорректности гораздо громче, чем может выдержать эта интимная драма. Хотя концовка оказывается эффектной, Бушареб и его соавторы используют упрощенные стереотипы и очевидные контрапункты, которые не нужно излагать так буквально.

## Награды
Сотиги Куяте получил премию Серебряный медведь за лучшую мужскую роль на 59-м Берлинском международном кинофестивале за свою роль в фильме. Фильм также получил Специальное упоминание Экуменического жюри.